# Saint-Saturnin (Marne)
Saint-Saturnin település Franciaországban, Marne megyében. Lakosainak száma 48 fő (2022. január 1.). Saint-Saturnin Boulages, Courcemain, Faux-Fresnay, Marsangis, Thaas és Vouarces községekkel határos.

## Népesség
A település népessége az elmúlt években az alábbi módon változott:
| Lakosok száma | 72   | 54   | 57   | 54   | 59   | 58   | 59   | 51   | 47   | 48   |
|               | 1968 | 1982 | 1990 | 2006 | 2013 | 2015 | 2017 | 2019 | 2020 | 2022 |